# Font Fresca (Riells del Fai)
La Font Fresca és una font del poble de Riells del Fai, al terme municipal de Bigues i Riells, al Vallès Oriental.
Està situada a 396,7 m d'altitud, al capdamunt de la vall del torrent de Llòbrega, a la seva dreta i prop d'on es forma aquest torrent. Les seves aigües omplen un gran dipòsit que hi ha en aquell lloc. La font és en un lloc de difícil accés, però en davallar forma una petita bassa, cosa que li dona aspecte de font de bassa, tot i que és de biot.